# La Boca, Veracruz
La Boca är en ort i Mexiko.   Den ligger i kommunen San Andrés Tuxtla och delstaten Veracruz, i den sydöstra delen av landet, 400 km öster om huvudstaden Mexico City. La Boca ligger 59 meter över havet och antalet invånare är 322.
Terrängen runt La Boca är platt västerut, men österut är den kuperad. Runt La Boca är det ganska tätbefolkat, med 83 invånare per kvadratkilometer. Närmaste större samhälle är San Andres Tuxtla, 10,6 km norr om La Boca. Omgivningarna runt La Boca är en mosaik av jordbruksmark och naturlig växtlighet.